# شوکس (مینه‌سوتا)
شوکس (به انگلیسی: Shooks) یک منطقهٔ مسکونی در ایالات متحده آمریکا است که در Shooks Township واقع شده‌است. شوکس ۴۱۳٫۰۱ متر بالاتر از سطح دریا واقع شده‌است.